# Blepharomastix hypherochalis
Blepharomastix hypherochalis is een vlinder uit de onderfamilie Spilomelinae van de familie van de grasmotten (Crambidae). De wetenschappelijke naam van deze soort werd in 1914 gepubliceerd door Harrison Gray Dyar Jr..
De soort komt voor in Panama.